# Holly Hill (Dél-Karolina)
Holly Hill város az USA Dél-Karolina államában, Orangeburg megyében. Lakosainak száma 1298 fő (2020. április 1.).

## Népesség
A település népességének változása:
| Lakosok száma | 1281 | 1277 | 1298 |
|               | 2000 | 2010 | 2020 |